# Боршаньи, Ференц
Ференц Боршаньи (венг. Borsányi Ferenc; 30 января 1902 или 30 июня 1902, Будапешт — 1958, Будапешт) — венгерский футболист, один из лучших полузащитников страны в период между двумя мировыми войнами. В составе «Уйпешта» четыре раза был чемпионом Венгрии, а также обладателем международных трофеев Кубка Митропы и Кубка Наций. Лучший футболист Венгрии 1930 года.

## Клубная карьера
Начинал карьеру в составе первого чемпиона Венгрии — «Будапешт Торна Клуб». Будучи игроком этой команды, впервые вызывался в состав сборной Венгрии. В 1926 году перешел в клуб «Уйпешт», в составе которого выступал на протяжении десяти лет. Сразу после перехода стал ключевым игроком команды, занимал важную позицию центрального полузащитника. При невысоком росте, отличался сильными бойцовскими качествами. Играл жестко, но в то же время был техничным, с прекрасным видением поля, хорошим пасом и ударом с обеих ног .
Под руководством наставника Лайоша Баня и с отличным подбором игроков (кроме Боршаньи звездами клуба международного уровня были Йожеф Фогль, Карой Фогль, Иштван Авар, Габор Сабо, Иллеш Шпитц и другие) «Уйпешт» достиг значительных успехов в конце 20-х в первой половине 30- х годов.
Первый большой успех пришел к команде в 1929 году — победа в Кубке Митропы, международном турнире для сильнейших клубов Центральной Европы. На пути к финалу, в четвертьфинальном противостоянии команда прошла пражскую «Спарту» (6:1 и 0:2). В полуфинале встретилась с финалистом двух предыдущих турниров венским «Рапидом». Два матча не выявили победителя (2:1, 2:3) и была назначена переигровка, в которой победа досталась венгерской команде со счетом 3:1. Несмотря на то, что лучший бомбардир «Уйпешта» Иштван Авар забил в этом матче все три гола, пресса главным героем матча называла не его, а плеймейкера команды Ференца Боршаньи. В финале «Уйпешт» переиграл чешскую команду — «Славия». Уже в первом домашнем матче «Уйпешт» получил весомое преимущество 5:1, а в ответном матче удовлетворился ничьей 2:2.
В 1930 году завоевал с командой первый в истории титул чемпиона страны, отыграв 21 матч чемпионата из 22. Кроме того, в том году, Боршаньи получил титул лучшего футболиста страны.
Летом 1930 года стал победителем ещё одного престижного международного турнира — Кубка Наций. Этот турнир состоялся в Женеве во время проведения Чемпионата мира в Уругвае. В нем принимали участие чемпионы или обладатели кубков большинства ведущих в футбольном плане континентальных стран Европы. «Уйпешт» поочередно переиграл испанский «Реал Унион» (3:1), нидерландский «Гоу Эгед» (7:0), швейцарский «Серветт» (3:0) и чешскую «Славию» в финале (3:0).
Через год снова стал чемпионом Венгрии, сыграв во всех 22 матчах турнира. Третий чемпионский титул завоевал в 1933 году, а четвертый — в 1935 году. Вклад Боршаньи в последнюю победу был не таким весомым, как в предыдущих чемпионских сезонах — в чемпионате он выходил на поле всего в трех матчах. Возраст брал своё, а в клубе подросла сильное поколение в лице Анталя Салаи и Дердя Сюча.
По окончании сезона перешел в команду «Фебуш», которую тренировал Лайош Баня, а капитаном был еще один старый знакомый из «Уйпешта» — Габор Сабо. После появления Ференца в клубе, он занял в чемпионате наивысшие в своей истории четвертое место и завоевал право представить страну в Кубке Митропы. «Фебуш» победил в квалификации швейцарскую команду «Янг Фелловз» из города Цюрих (3:0 и 6:2), а в 1/8 финала уступил в достойной борьбе действующему чемпиону и будущему финалисту турнира — пражской «Спарте» (2:5 и 4:2). Боршаньи участвовал во всех этих матчах, доведя количество сыгранных матчей в Кубке Митропы до 21.

## Выступления за сборную
31 августа 1924 года дебютировал в официальных матчах в составе национальной сборной Венгрии в игре против сборной Польши (4:0). Всего сыграл за команду 24 матча, в четырех был капитаном команды.
Участвовал в матчах первого и второго розыгрышей Кубка Центральной Европы, турнира, традиционно проводился между сборными Италии, Австрии, Швейцарии, Чехословакии, Венгрии.
Умер 24 октября 1958 года в городе Будапешт.

## Достижения
- Обладатель Кубка Митропы: 1929
- Чемпион Венгрии (4): 1929/30, 1930-31, 1932/33, 1934/35
- Серебряный призер Чемпионата Венгрии (2): 1926/27, 1931/32
- Бронзовый призер Чемпионата Венгрии (2): 1927/28, 1928/29
- Финалист Кубка Венгрии: 1933
- Обладатель Кубка Наций 1930
- Лучший футболист Венгрии 1930